# 赤帯
赤帯（あかおび）は
1. 柔道やブラジリアン柔術で九段または十段が締めることができる帯であり、他の武道でも最高位の帯を示している。
2. 岩波文庫の世界文学のジャンルの通称。
3. SONY MDR-CD900ST モニター用ヘッドフォンの通称。

ここでは1.の赤帯について記す。

## 柔道
高段位をとるには大会での実績はもとより、年齢、柔道への貢献なども考慮され、強ければ取得できるというわけではない。2006年までに講道館十段に昇段した者は15名おり、2022年10月に大沢慶己が死去して以来、存命する十段はいない。

## ブラジリアン柔術
ブラジリアン柔術でも赤帯は最高位の帯とされている。国際ブラジリアン柔術連盟の基準では黒帯取得より最低48年かけて取得されるとしている。現時点では取得者の年齢や競技人口の問題などから赤帯を対象とした大会は開かれておらず、帯別では事実上黒帯が最高実力者のカテゴリーとなっている。
現時点では十段の保持者はエリオ・グレイシーをはじめとした5人の創始者達のみのものとされ、その他の柔術家が取得できる帯は九段まで。